# Ian Mune

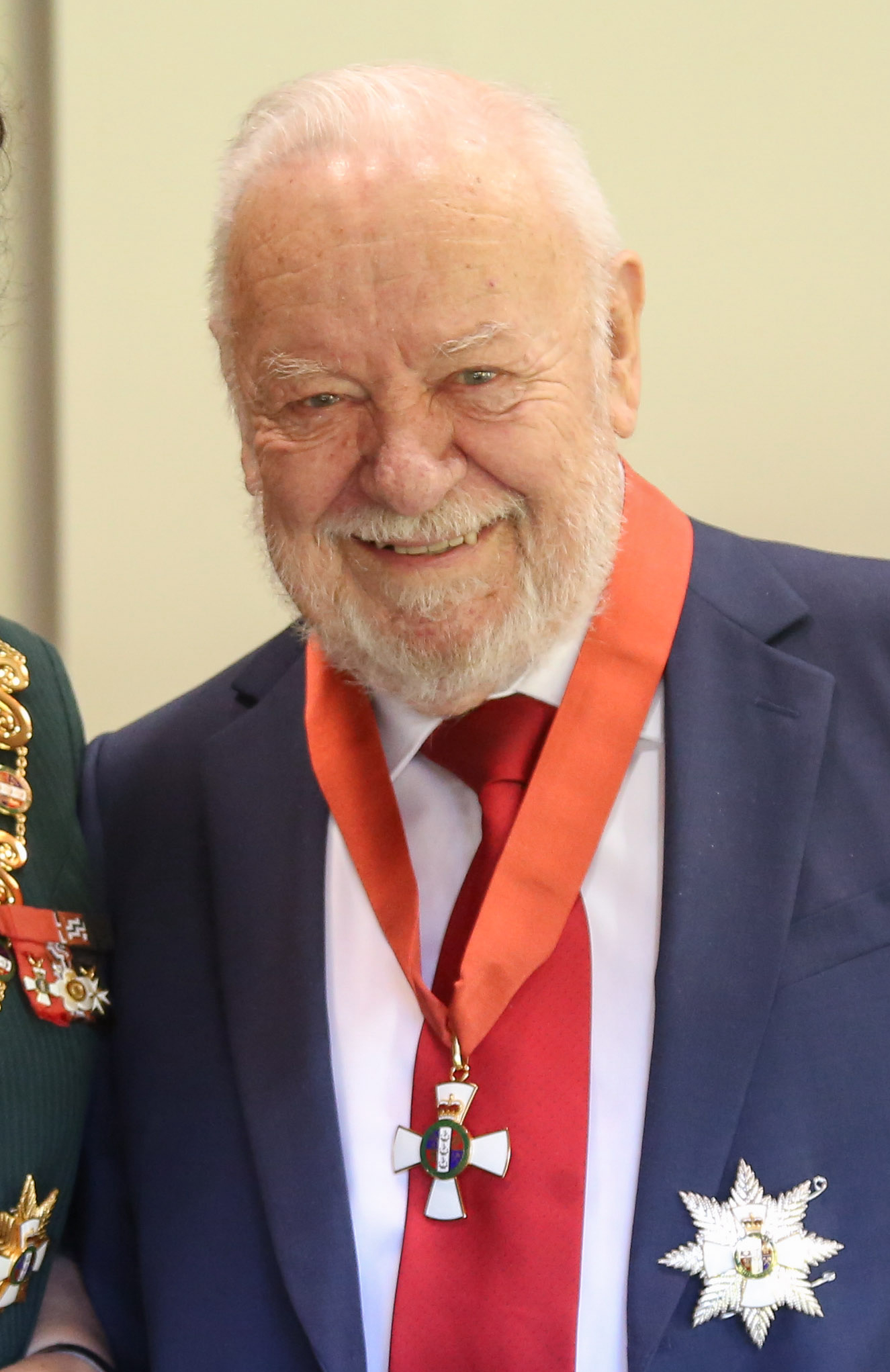
Ian Mune (2024)

Sir Ian Barry Mune KNZM (* 1941 in  Auckland) ist ein neuseeländischer Schauspieler, Regisseur und Autor.

## Leben
Ian Mune studierte am Wesley College in seiner Heimatstadt Auckland und wollte zunächst Lehrer werden, wandte sich dann aber der Theater- und Filmschauspielerei zu und übernahm in den frühen 1970er-Jahren erste Fernsehrollen. Ab Mitte der 1970er-Jahre betätigte er sich auch als Regisseur und Drehbuchautor. 1977 war er Ko-Autor und Hauptdarsteller von Roger Donaldsons erstem Film Schlafende Hunde.
Als Regisseur inszenierte Mune unter anderem die Komödie Came a Hot Friday (1985) mit Billy T. James als Tainui Kid sowie What Becomes of the Broken Hearted? (1999), die Fortsetzung von Die letzte Kriegerin. Der Film gewann neun von 13 Nominierungen bei den New Zealand Film Awards 1999 und wurde Munes größter kommerzieller Erfolg. Einer seiner bekanntesten Filme ist der vom Erwachsenwerden erzählende The End of the Golden Weather, eine Verfilmung des von Bruce Mason und Mune geschriebenen Bühnenstücks. Er war Regisseur der kurzlebigen Fernsehserie Letter to Blanchy von David McPhail und Jon Gadsby. Bei dem Fantasyfilm Der Herr der Ringe: Die Gefährten zählte er als einer der Second-Unit-Regisseure zum erweiterten Regieteam, außerdem spielte er die kleine Rolle des Grenzwächters vom Auenland.
Neben seinen eigenen Arbeiten als Regisseur und Autor arbeitete Mune weiterhin als Schauspieler für andere Regisseure. 1994 verkörperte Mune Robert Muldoon in der Fernsehminiserie Fallout, die das Ende der von Muldoon geführten dritten Regierung der New Zealand National Party behandelt. Er verkörperte Buster Keaton in dem Fernsehfilm Lucy: The Lucille Ball Story aus dem Jahr 2003. Er trat außerdem in zahlreichen anderen neuseeländischen Fernsehfilmen auf. So gewann er für seine Darstellung des neuseeländischen Premierministers Robert Muldoon in der Miniserie Fallout einen neuseeländischen Fernsehpreis.
Mune war bis zu ihrem Tod mit der Schriftstellerin Josie Mune (1944–2015) verheiratet. 1991 wurde er für seine Verdienste um Film und Theater vom britischen Königshaus in den Order of the British Empire aufgenommen; 2024 erfolgte für seine Verdienste um Theater, Film und Fernsehen die Ernennung zum Knight Companion of the New Zealand Order of Merit, wodurch er den Titel Sir führen darf.

## Filmografie (Auswahl)

### Hinter der Kamera
- 1975–1976: Winners and Losers (Fernsehserie, sechs Folgen) – Regie, Produktion, Drehbuch und Schauspiel
- 1977: Schlafende Hunde (Sleeping Dogs) – Drehbuch und Schauspiel
- 1981: Mach’s gut, Pork Pie (Goodbye Pork Pie) – Drehbuch
- 1984: Jonasi und die Schildkröte (The Silent One) – Drehbuch
- 1985: Came a Hot Friday – Regie und Drehbuch
- 1986: Die Brücke ins Jenseits (Bridge to Nowhere) – Regie und Drehbuch
- 1991: Das Ende des goldenen Sommers (The End of the Golden Weather) – Regie und Drehbuch
- 1992: Bradburys Gruselkabinett (The Ray Bradbury Theater; Fernsehserie, zwei Folgen) – Regie
- 1994: Letter to Blanchy (Fernsehserie) – Regie
- 1997: Der ganze Mond (The Whole of the Moon) – Regie und Drehbuch
- 1999: What Becomes of the Broken Hearted? – Regie
- 2001: Der Herr der Ringe: Die Gefährten (The Lord of the Rings: The Fellowship of the Ring) – Second-Unit-Regie und Schauspiel
- 2002: The Tribe (Fernsehserie, sechs Folgen) – Regie
- 2011: Billy T: Te Movie (Dokumentarfilm) – Regie und Drehbuch
- 2017: Pork Pie – Drehbuchvorlage

### Nur als Schauspieler
- 1972: Section 7 (Fernsehserie, zehn Folgen)
- 1973: Rangi’s Catch
- 1976–1977: Moynihan (Fernsehserie, 17 Folgen)
- 1985: Shaker Run
- 1988: Erebus: The Aftermath (Fernseh-Miniserie)
- 1993: Das Piano (The Piano)
- 1994: Die letzte Kriegerin (Once Were Warriors)
- 1995: Fallout (Fernseh-Miniserie)
- 1995/1996: Hercules (Fernsehserie, zwei Folgen)
- 2003: Lucy (Fernsehfilm)
- 2006: Perfect Creature
- 2007: The Adventures of Voopa the Goolash (Fernsehserie, 13 Folgen)
- 2010: Legend of the Seeker – Das Schwert der Wahrheit (Fernsehserie, Folge Torn)
- 2010: Wound
- 2012: Two Little Boys
- 2013–2014: Agent Anna (Fernsehserie, 13 Folgen)
- 2014: Housebound
- 2019: The Other Side of Heaven 2: Fire of Faith
- 2020: Der Brief für den König (The Letter for the King; Fernsehserie, fünf Folgen)